# Hôtel des Godrans
L'Hôtel des Godrans ou Hôtel Godran est un hôtel particulier du XVe siècle avec toiture en tuile vernissée de Bourgogne à Dijon en Côte-d'Or en Bourgogne-Franche-Comté. L'hôtel est inscrit aux monuments historiques depuis le 13 janvier 1947 et la toiture est inscrite depuis le 28 octobre 1941.

## Historique
Au XVIe siècle cet hôtel particulier aurait appartenu à Jacques Godran (deuxième président du Parlement de Dijon en 1537).
C'est le fils de Jacques Godran; Odinet Godran (président du parlement de Bourgogne) qui fonde en 1580 le Collège des Godrans.

## Description

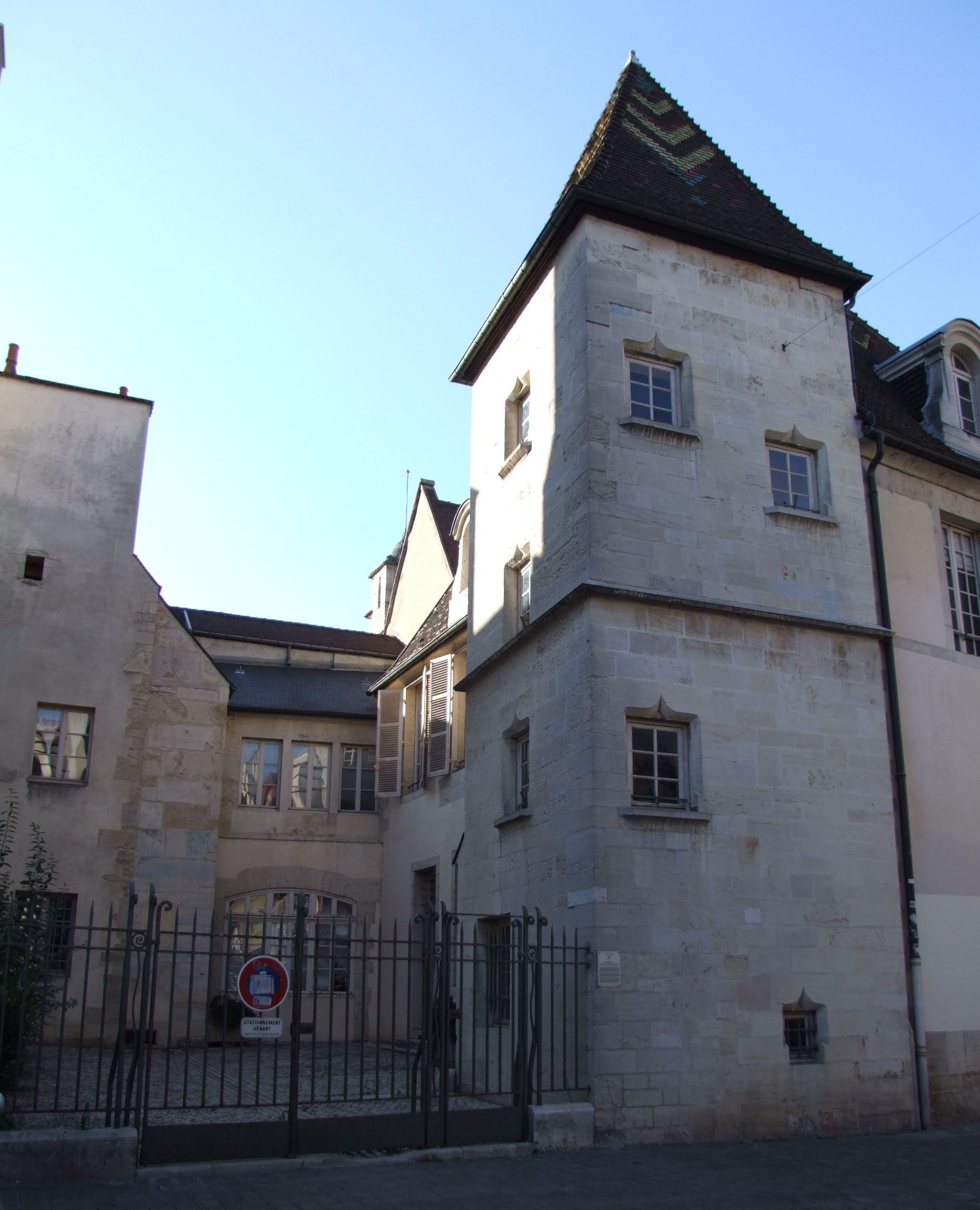